# Dværgulvefodsplanter
Dværgulvefodsplanter (Selaginellopsida) er en klasse inden for planteriget. De er krybende eller opstigende planter med enkle, skælagtige blade på forgrenede stængler, der også bærer rødder. Planterne er heterosporøse, dvs. at de danner to slags sporer, megasporer og mikrosporer.
| Ordener |

- Dværgulvefod-ordenen (Selaginellales)

| Botanik | Spire Denne botanikartikel er en spire som bør udbygges. Du er velkommen til at hjælpe Wikipedia ved at udvide den. |

| Portal | Portal:Botanik |